# XIV Korpus Lotniczy Luftwaffe
¥XIV Korpus Lotniczy Luftwaffe (niem. XIV. Fliegerkorps) – jeden z korpusów Luftwaffe. 
Utworzony pod koniec kwietnia 1943 roku w Tutow jako organ dowodzący lotnictwem transportowym. W sierpniu 1944 roku przekształcony w Dowództwo Lotnictwa Transportowego (niem. General der Transportflieger). Korpusem dowodził generał Joachim Coeler.